# Народно-демократична партія (Бутан)
Народно-демократична партія (дзонґ-ке མི་སེར་དམངས་གཙོའི་ཚོགས་པ་, Вайлі: mi-ser dmangs-gtsoi tshogs-pa, англ. People's Democratic Party) — одна з двох зареєстрованих партій Бутану. Партія була заснована 24 березня 2007 року колишнім прем'єр-міністром і міністром сільського господарства Сангаєм Нгедупом.
Партія офіційно подала заявку на реєстрацію 6 серпня 2007 року, і стала першою партією, яка зробила це. 1 вересня 2007 року партія була зареєстрована виборчою комісією. 24 березня 2008 року партія взяла участь у перших демократичних виборах у Бутані. Партія виставила кандидатів у всіх 47 виборчих округах. За підсумками виборів партія зайняла 2 з 47 місць в Національній асамблеї, але її лідер, Сангай Нгедуп, не зміг перемогти у своєму окрузі.